# Neozimiris pubescens
Neozimiris pubescens là một loài nhện trong họ Gnaphosidae.
Loài này thuộc chi Neozimiris. Neozimiris pubescens được Richard C. Banks miêu tả năm 1898.